# 2007-es WTA-szezon
Az alábbi táblázat a 2007-es WTA-tenisztornák eredményeit foglalja össze.

## Az év kiemelkedő magyar eredményei
Szávay Ágnes egyéniben győzött Palermóban és Pekingben, döntőt játszott New Havenben. Párosban győzött Budapesten és döntőt játszott Dohában, valamint Bad Gasteinben.

## Versenynaptár

### Január
| Időpont              | Torna                                            | Kategória  | Győztes                                     | Ellenfél a döntőben                | Elődöntősök                         | Negyeddöntősök                                              |
| -------------------- | ------------------------------------------------ | ---------- | ------------------------------------------- | ---------------------------------- | ----------------------------------- | ----------------------------------------------------------- |
| Január 1.            | MAW Hardcourts Gold Coast, Ausztrália            | Tier III   | Gyinara Szafina 6-3, 3-6, 7-5               | Martina Hingis                     | Tathiana Garbin Sahar Peér          | Catalina Castaño Elena Vesnina Ana Ivanović Samantha Stosur |
| Január 1.            | MAW Hardcourts Gold Coast, Ausztrália            | Tier III   | Szafina / Srebotnik 6-3, 6-4                | Benešová / Voszkobojeva            | Tathiana Garbin Sahar Peér          | Catalina Castaño Elena Vesnina Ana Ivanović Samantha Stosur |
| Január 1.            | ASB Classic Auckland, Új-Zéland                  | Tier IV    | Jelena Janković 7-6(9), 5-7, 6-3            | Vera Zvonarjova                    | Camille Pin Jill Craybas            | Émilie Loit Paola Suárez Eleni Daniilidou Virginie Razzano  |
| Január 1.            | ASB Classic Auckland, Új-Zéland                  | Tier IV    | Husárová / Suárez 6-0, 6-2                  | Hszie Su-vej / Uberoi              | Camille Pin Jill Craybas            | Émilie Loit Paola Suárez Eleni Daniilidou Virginie Razzano  |
| Január 8.            | Medibank International Sydney, Ausztrália        | Tier II    | Kim Clijsters 4-6, 7-6(1), 6-4              | Jelena Janković                    | Nicole Vaidišová Li Na              | Amélie Mauresmo Ana Ivanović Sahar Peér Katarina Srebotnik  |
| Január 8.            | Medibank International Sydney, Ausztrália        | Tier II    | Grönefeld / Shaughnessy 6-3, 3-6, 7-6       | Bartoli / Tu                       | Nicole Vaidišová Li Na              | Amélie Mauresmo Ana Ivanović Sahar Peér Katarina Srebotnik  |
| Január 8.            | Moorilla Hobart International Hobart, Ausztrália | Tier IV    | Anna Csakvetadze 6-3, 7-6(3)                | Vasilisa Bardina                   | Sania Mirza Sybille Bammer          | Cseng Csie Alicia Molik Catalina Castaño Serena Williams    |
| Január 8.            | Moorilla Hobart International Hobart, Ausztrália | Tier IV    | Likhovtseva / Vesnina 2-6, 6-1, 6-2         | Garrigues / Pascual                | Sania Mirza Sybille Bammer          | Cseng Csie Alicia Molik Catalina Castaño Serena Williams    |
| Január 15. (2 hetes) | 2007-es Australian Open Melbourne, Ausztrália    | Grand Slam | Serena Williams 6-1, 6-2                    | Marija Sarapova                    | Kim Clijsters Nicole Vaidišová      | Sahar Peér Lucie Šafářová Anna Csakvetadze Martina Hingis   |
| Január 15. (2 hetes) | 2007-es Australian Open Melbourne, Ausztrália    | Grand Slam | Black / Huber 6-4, 6-7(4), 6-1              | Csan Jung-zsan / Csuang Csia-zsung | Kim Clijsters Nicole Vaidišová      | Sahar Peér Lucie Šafářová Anna Csakvetadze Martina Hingis   |
| Január 15. (2 hetes) | 2007-es Australian Open Melbourne, Ausztrália    | Grand Slam | Vegyes páros: Nestor / Likhovtseva 6-4, 6-4 | Mirni / Azarenka                   | Kim Clijsters Nicole Vaidišová      | Sahar Peér Lucie Šafářová Anna Csakvetadze Martina Hingis   |
| Január 29.           | Toray Pan Pacific Open Tokió, Japán              | Tier I     | Martina Hingis 6-4, 6-2                     | Ana Ivanović                       | Jelena Gyementyjeva Marija Sarapova | Jelena Janković Samantha Stosur Szugijama Ai Roberta Vinci  |
| Január 29.           | Toray Pan Pacific Open Tokió, Japán              | Tier I     | Raymond / Stosur 7-6(6), 3-6, 7-5           | King / Stubbs                      | Jelena Gyementyjeva Marija Sarapova | Jelena Janković Samantha Stosur Szugijama Ai Roberta Vinci  |

### Február
| Időpont     | Torna                                                      | Kategória | Győztes                                              | Ellenfél a döntőben                | Elődöntősök                            | Negyeddöntősök                                                          |
| ----------- | ---------------------------------------------------------- | --------- | ---------------------------------------------------- | ---------------------------------- | -------------------------------------- | ----------------------------------------------------------------------- |
| Február 5.  | Open Gaz de France Párizs, Franciaország                   | Tier II   | Nadia Petrova 4-6, 6-1, 6-4                          | Lucie Šafářová                     | Justine Henin Amélie Mauresmo          | Tatiana Golovin Szvetlana Kuznyecova Gyinara Szafina Anna Csakvetadze   |
| Február 5.  | Open Gaz de France Párizs, Franciaország                   | Tier II   | Black / Huber 6-2, 6-0                               | Navrátilová / Uhlířová             | Justine Henin Amélie Mauresmo          | Tatiana Golovin Szvetlana Kuznyecova Gyinara Szafina Anna Csakvetadze   |
| Február 5.  | Pattaya Women's Open Pattaja, Thaiföld                     | Tier IV   | Sybille Bammer 7-5, 3-6, 7-5                         | Gisela Dulko                       | Sania Mirza Peng Suaj                  | Mara Santangelo Martina Suchá Nicole Pratt Tzipora Obziler              |
| Február 5.  | Pattaya Women's Open Pattaja, Thaiföld                     | Tier IV   | Pratt / Santangelo 6-4, 7-6(4)                       | Csan Jung-zsan / Csuang Csia-zsung | Sania Mirza Peng Suaj                  | Mara Santangelo Martina Suchá Nicole Pratt Tzipora Obziler              |
| Február 12. | Proximus Diamond Games Antwerpen, Belgium                  | Tier II   | Amélie Mauresmo 6-4, 7-6(4)                          | Kim Clijsters                      | Anna Csakvetadze Tatiana Golovin       | Gyinara Szafina Ana Ivanović Nadia Petrova Elena Likhovtseva            |
| Február 12. | Proximus Diamond Games Antwerpen, Belgium                  | Tier II   | Black / Huber 7-5, 4-6, 6-1                          | Likhovtseva / Vesnina              | Anna Csakvetadze Tatiana Golovin       | Gyinara Szafina Ana Ivanović Nadia Petrova Elena Likhovtseva            |
| Február 12. | Bangalore Open Bangalore, India                            | Tier III  | Yaroslava Shvedova 6-4, 6-4                          | Mara Santangelo                    | Olga Szavcsuk Tzipora Obziler          | Jelena Kostanić Tošić Czink Melinda Sania Mirza Yurika Sema             |
| Február 12. | Bangalore Open Bangalore, India                            | Tier III  | Csan Jung-zsan / Csuang Csia-zsung 6-7(4), 6-2, 10-9 | Hszie Su-vej / Kudryavtseva        | Olga Szavcsuk Tzipora Obziler          | Jelena Kostanić Tošić Czink Melinda Sania Mirza Yurika Sema             |
| Február 19. | Dubai Tennis Championships Dubaj, EAE                      | Tier II   | Justine Henin 6-4, 7-5                               | Amélie Mauresmo                    | Szvetlana Kuznyecova Jelena Janković   | Eleni Daniilidou Martina Hingis Daniela Hantuchová Patty Schnyder       |
| Február 19. | Dubai Tennis Championships Dubaj, EAE                      | Tier II   | Black / Huber 7-6(5), 6-4                            | Kuznyecova / Molik                 | Szvetlana Kuznyecova Jelena Janković   | Eleni Daniilidou Martina Hingis Daniela Hantuchová Patty Schnyder       |
| Február 19. | 2007 M.K. Championships Memphis, Amerikai Egyesült Államok | Tier III  | Venus Williams 6-1, 6-1                              | Sahar Peér                         | Meilen Tu Ioana Raluca Olaru           | Sofia Arvidsson Samantha Stosur Bethanie Mattek Laura Granville         |
| Február 19. | 2007 M.K. Championships Memphis, Amerikai Egyesült Államok | Tier III  | Pratt / Stewart 7-5, 4-6, 10-5                       | Gajdošová / Morigami               | Meilen Tu Ioana Raluca Olaru           | Sofia Arvidsson Samantha Stosur Bethanie Mattek Laura Granville         |
| Február 19. | Copa Colsanitas Bogotá, Kolumbia                           | Tier III  | Roberta Vinci 6-7(5), 6-4, 0-3 ret.                  | Tathiana Garbin                    | Flavia Pennetta Lourdes Domínguez Lino | Émilie Loit Klára Zakopalová Nathalie Vierin Barbora Záhlavová Strýcová |
| Február 19. | Copa Colsanitas Bogotá, Kolumbia                           | Tier III  | Lino / Suárez 1-6, 6-3, 11-9                         | Pennetta / Vinci                   | Flavia Pennetta Lourdes Domínguez Lino | Émilie Loit Klára Zakopalová Nathalie Vierin Barbora Záhlavová Strýcová |
| Február 26. | Qatar Total Open Doha, Katar                               | Tier II   | Justine Henin 6-4, 6-2                               | Szvetlana Kuznyecova               | Jelena Janković Daniela Hantuchová     | Martina Hingis Francesca Schiavone Kateryna Bondarenko Patty Schnyder   |
| Február 26. | Qatar Total Open Doha, Katar                               | Tier II   | Hingis / Kirilenko 6-1, 6-1                          | Szávay / Uhlířová                  | Jelena Janković Daniela Hantuchová     | Martina Hingis Francesca Schiavone Kateryna Bondarenko Patty Schnyder   |
| Február 26. | Abierto Mexicano Telcel Acapulco, Mexikó                   | Tier III  | Émilie Loit 7-6(0), 6-4                              | Flavia Pennetta                    | Julia Schruff Sara Errani              | Alizé Cornet Gisela Dulko Melissa Torres Tathiana Garbin                |
| Február 26. | Abierto Mexicano Telcel Acapulco, Mexikó                   | Tier III  | Lino / Santonja 6-3, 6-3                             | Loit / Pratt                       | Julia Schruff Sara Errani              | Alizé Cornet Gisela Dulko Melissa Torres Tathiana Garbin                |

### Március
| Időpont               | Torna                               | Kategória | Győztes                         | Ellenfél a döntőben                | Elődöntősök                 | Negyeddöntősök                                              |
| --------------------- | ----------------------------------- | --------- | ------------------------------- | ---------------------------------- | --------------------------- | ----------------------------------------------------------- |
| Március 5. (2 hetes)  | Pacific Life Open Indian Wells, USA | Tier I    | Daniela Hantuchová 6-3, 6-4     | Szvetlana Kuznyecova               | Li Na Sybille Bammer        | Vera Zvonarjova Sahar Peér Tatiana Golovin Nicole Vaidišová |
| Március 5. (2 hetes)  | Pacific Life Open Indian Wells, USA | Tier I    | Raymond / Stosur 6-3, 7-5       | Csan Jung-zsan / Csuang Csia-zsung | Li Na Sybille Bammer        | Vera Zvonarjova Sahar Peér Tatiana Golovin Nicole Vaidišová |
| Március 19. (2 hetes) | Sony Ericsson Open Miami, USA       | Tier I    | Serena Williams 0-6, 7-5, 6-3   | Justine Henin                      | Sahar Peér Anna Csakvetadze | Nicole Vaidišová Tathiana Garbin Li Na Nadia Petrova        |
| Március 19. (2 hetes) | Sony Ericsson Open Miami, USA       | Tier I    | Raymond / Stosur 6-4, 3-6, 10-2 | Black / Huber                      | Sahar Peér Anna Csakvetadze | Nicole Vaidišová Tathiana Garbin Li Na Nadia Petrova        |

### Április
| Időpont     | Torna                                                 | Kategória | Győztes                                 | Ellenfél a döntőben        | Elődöntősök                           | Negyeddöntősök                                                                |
| ----------- | ----------------------------------------------------- | --------- | --------------------------------------- | -------------------------- | ------------------------------------- | ----------------------------------------------------------------------------- |
| Április 2.  | Bausch & Lomb Champs. Amelia Island, Egyesült Államok | Tier II   | Tatiana Golovin 6-2, 6-1                | Nadia Petrova              | Ana Ivanović Sybille Bammer           | Gyinara Szafina Daniela Hantuchová Venus Williams Jelena Janković             |
| Április 2.  | Bausch & Lomb Champs. Amelia Island, Egyesült Államok | Tier II   | Santangelo / Srebotnik 6-3, 7-6(4)      | Garrigues / Pascual        | Ana Ivanović Sybille Bammer           | Gyinara Szafina Daniela Hantuchová Venus Williams Jelena Janković             |
| Április 9.  | Family Circle Cup Charleston, Egyesült Államok        | Tier I    | Jelena Janković 6-2, 6-2                | Gyinara Szafina            | Vera Zvonarjova Venus Williams        | Michaëlla Krajicek Tatiana Golovin Anabel Medina Garrigues Katarina Srebotnik |
| Április 9.  | Family Circle Cup Charleston, Egyesült Államok        | Tier I    | Jen Ce / Cseng Csie 7-5, 6-0            | Peng Suaj / Szun Tien-tien | Vera Zvonarjova Venus Williams        | Michaëlla Krajicek Tatiana Golovin Anabel Medina Garrigues Katarina Srebotnik |
| Április 23. | Budapest Grand Prix Budapest, Magyarország            | Tier III  | Gisela Dulko 6-7(2), 6-2, 6-2           | Sorana Cîrstea             | Szávay Ágnes Karin Knapp              | Olga Szavcsuk Émilie Loit Anne Kremer Eleni Daniilidou                        |
| Április 23. | Budapest Grand Prix Budapest, Magyarország            | Tier III  | Szávay / Uhlířová 7-5, 6-2              | Müller / Navrátilová       | Szávay Ágnes Karin Knapp              | Olga Szavcsuk Émilie Loit Anne Kremer Eleni Daniilidou                        |
| Április 30. | J&S Cup Varsó, Lengyelország                          | Tier II   | Justine Henin 6-1, 6-3                  | Aljona Bondarenko          | Jelena Janković Szvetlana Kuznyecova  | Mara Santangelo Anna Csakvetadze Venus Williams Julija Vakulenko              |
| Április 30. | J&S Cup Varsó, Lengyelország                          | Tier II   | Dushevina / Perebijnyisz 7-5, 3-6, 10-2 | Likhovtseva / Vesnina      | Jelena Janković Szvetlana Kuznyecova  | Mara Santangelo Anna Csakvetadze Venus Williams Julija Vakulenko              |
| Április 30. | Estoril Open Oeiras, Portugália                       | Tier IV   | Arn Gréta 2-6, 6-1, 7-6(3)              | Viktorija Azarenka         | Nuria Llagostera Vives Lucie Šafářová | Marion Bartoli Sofia Arvidsson Lourdes Domínguez Lino Gisela Dulko            |
| Április 30. | Estoril Open Oeiras, Portugália                       | Tier IV   | Ehritt-Vanc / Rodionova 6-3, 6-2        | Lino / Santonja            | Nuria Llagostera Vives Lucie Šafářová | Marion Bartoli Sofia Arvidsson Lourdes Domínguez Lino Gisela Dulko            |

### Május
| Időpont             | Torna                                                  | Kategória  | Győztes                               | Ellenfél a döntőben          | Elődöntősök                             | Negyeddöntősök                                                              |
| ------------------- | ------------------------------------------------------ | ---------- | ------------------------------------- | ---------------------------- | --------------------------------------- | --------------------------------------------------------------------------- |
| Május 7.            | Qatar Telecom German Open Berlin, Németország          | Tier I     | Ana Ivanović 3-6, 6-4, 7-6(4)         | Szvetlana Kuznyecova         | Justine Henin Julija Vakulenko          | Jelena Janković Nadia Petrova Patty Schnyder Gyinara Szafina                |
| Május 7.            | Qatar Telecom German Open Berlin, Németország          | Tier I     | Raymond / Stosur 6-3, 6-4             | Garbin / Vinci               | Justine Henin Julija Vakulenko          | Jelena Janković Nadia Petrova Patty Schnyder Gyinara Szafina                |
| Május 7.            | ECM Prague Open Prága, Csehország                      | Tier IV    | Akiko Morigami 6-1, 6-3               | Marion Bartoli               | Klára Zakopalová Viktorija Azarenka     | Jarmila Gajdošová Julia Schruff Camille Pin Dominika Cibulková              |
| Május 7.            | ECM Prague Open Prága, Csehország                      | Tier IV    | Cetkovská / Hlavacková 7-6(7), 6-2    | Csi Csun-mej / Szun Seng-nan | Klára Zakopalová Viktorija Azarenka     | Jarmila Gajdošová Julia Schruff Camille Pin Dominika Cibulková              |
| Május 14.           | Internazionali BNL d'Italia Róma, Olaszország          | Tier I     | Jelena Janković 7-5, 6-1              | Szvetlana Kuznyecova         | Patty Schnyder Daniela Hantuchová       | Serena Williams Jelena Gyementyjeva Anabel Medina Garrigues Gyinara Szafina |
| Május 14.           | Internazionali BNL d'Italia Róma, Olaszország          | Tier I     | Dechy / Santangelo 6-4, 6-1           | Garbin / Vinci               | Patty Schnyder Daniela Hantuchová       | Serena Williams Jelena Gyementyjeva Anabel Medina Garrigues Gyinara Szafina |
| Május 14.           | GP de SAR La Princesse Lalla Meryem Fez, Marokkó       | Tier IV    | Milagros Sequera 6-1, 6-3             | Aleksandra Wozniak           | María Emilia Salerni Ioana Raluca Olaru | Sandra Klösel Alizé Cornet Caroline Wozniacki Camille Pin                   |
| Május 14.           | GP de SAR La Princesse Lalla Meryem Fez, Marokkó       | Tier IV    | King / Mirza 6-1, 6-2                 | Ehritt-Vanc / Rodionova      | María Emilia Salerni Ioana Raluca Olaru | Sandra Klösel Alizé Cornet Caroline Wozniacki Camille Pin                   |
| Május 21.           | Internationaux de Strasbourg Strasbourg, Franciaország | Tier III   | Anabel Medina Garrigues 6-4, 4-6, 6-4 | Amélie Mauresmo              | Marion Bartoli Jelena Janković          | Émilie Loit Elena Vesnina Li Na Maria Elena Camerin                         |
| Május 21.           | Internationaux de Strasbourg Strasbourg, Franciaország | Tier III   | Jen Ce / Cseng Csie 6-3, 6-4          | Molik / Szun Tien-tien       | Marion Bartoli Jelena Janković          | Émilie Loit Elena Vesnina Li Na Maria Elena Camerin                         |
| Május 21.           | Istanbul Cup Isztambul, Törökország                    | Tier III   | Jelena Gyementyjeva 7-6(5), 3-0 ret.  | Aravane Rezaï                | Marija Sarapova Aljona Bondarenko       | Agnieszka Radwańska Meghann Shaughnessy Patty Schnyder Catalina Castaño     |
| Május 21.           | Istanbul Cup Isztambul, Törökország                    | Tier III   | A. Radwańska / U. Radwańska 6-1, 6-3  | Csan Jung-zsan / Mirza       | Marija Sarapova Aljona Bondarenko       | Agnieszka Radwańska Meghann Shaughnessy Patty Schnyder Catalina Castaño     |
| Május 27. (2 hetes) | 2007-es Roland Garros Párizs, Franciaország            | Grand Slam | Justine Henin 6-1, 6-2                | Ana Ivanović                 | Jelena Janković Marija Sarapova         | Serena Williams Nicole Vaidišová Szvetlana Kuznyecova Anna Csakvetadze      |
| Május 27. (2 hetes) | 2007-es Roland Garros Párizs, Franciaország            | Grand Slam | Molik / Santangelo 7-6(5), 6-4        | Srebotnik / Szugijama        | Jelena Janković Marija Sarapova         | Serena Williams Nicole Vaidišová Szvetlana Kuznyecova Anna Csakvetadze      |
| Május 27. (2 hetes) | 2007-es Roland Garros Párizs, Franciaország            | Grand Slam | Vegyes páros: Ram / Dechy 7-5, 6-3    | Zimonjić / Srebotnik         | Jelena Janković Marija Sarapova         | Serena Williams Nicole Vaidišová Szvetlana Kuznyecova Anna Csakvetadze      |

### Június
| Időpont              | Torna                                                    | Kategória  | Győztes                                          | Ellenfél a döntőben        | Elődöntősök                        | Negyeddöntősök                                                           |
| -------------------- | -------------------------------------------------------- | ---------- | ------------------------------------------------ | -------------------------- | ---------------------------------- | ------------------------------------------------------------------------ |
| Június 11.           | DFS Classic Birmingham, UK                               | Tier III   | Jelena Janković 4-6, 6-3, 7-5                    | Marija Sarapova            | Marion Bartoli Mara Santangelo     | Elena Likhovtseva Daniela Hantuchová Li Na Aljona Bondarenko             |
| Június 11.           | DFS Classic Birmingham, UK                               | Tier III   | Csan Jung-zsan / Csuang Csia-zsung 7-6(3), 6-3   | Szun Tien-tien / Meilen Tu | Marion Bartoli Mara Santangelo     | Elena Likhovtseva Daniela Hantuchová Li Na Aljona Bondarenko             |
| Június 11.           | Barcelona KIA Barcelona, Spanyolország                   | Tier IV    | Meghann Shaughnessy 6-3, 6-2                     | Edina Gallovits            | Flavia Pennetta Virginie Razzano   | Szávay Ágnes Émilie Loit Kaia Kanepi Alla Kudryavtseva                   |
| Június 11.           | Barcelona KIA Barcelona, Spanyolország                   | Tier IV    | Santonja / Vives 7-6(3), 2-6, 12-10              | Lino / Pennetta            | Flavia Pennetta Virginie Razzano   | Szávay Ágnes Émilie Loit Kaia Kanepi Alla Kudryavtseva                   |
| Június 18.           | International Women's Open Eastbourne, UK                | Tier II    | Justine Henin 7-5, 6-7(4), 7-6(2)                | Amélie Mauresmo            | Marion Bartoli Nadia Petrova       | Nicole Vaidišová Jelena Gyementyjeva Sybille Bammer Sahar Peér           |
| Június 18.           | International Women's Open Eastbourne, UK                | Tier II    | Raymond / Stosur 6-7(5), 6-4, 6-3                | Peschke / Stubbs           | Marion Bartoli Nadia Petrova       | Nicole Vaidišová Jelena Gyementyjeva Sybille Bammer Sahar Peér           |
| Június 18.           | Ordina Open 's-Hertogenbosch, Hollandia                  | Tier III   | Anna Csakvetadze 7-6(2), 3-6, 6-3                | Jelena Janković            | Gyinara Szafina Daniela Hantuchová | Aljona Bondarenko Flavia Pennetta Angelique Kerber Ana Ivanović          |
| Június 18.           | Ordina Open 's-Hertogenbosch, Hollandia                  | Tier III   | Csan Jung-zsan / Csuang Csia-zsung 7-5, 6-2      | Garrigues / Pascual        | Gyinara Szafina Daniela Hantuchová | Aljona Bondarenko Flavia Pennetta Angelique Kerber Ana Ivanović          |
| Június 25. (2 hetes) | 2007-es wimbledoni teniszbajnokság Wimbledon, London, UK | Grand Slam | Venus Williams 6-4, 6-1                          | Marion Bartoli             | Justine Henin Ana Ivanović         | Serena Williams Michaëlla Krajicek Nicole Vaidišová Szvetlana Kuznyecova |
| Június 25. (2 hetes) | 2007-es wimbledoni teniszbajnokság Wimbledon, London, UK | Grand Slam | Black / Huber 3-6, 6-3, 6-2                      | Srebotnik / Szugijama      | Justine Henin Ana Ivanović         | Serena Williams Michaëlla Krajicek Nicole Vaidišová Szvetlana Kuznyecova |
| Június 25. (2 hetes) | 2007-es wimbledoni teniszbajnokság Wimbledon, London, UK | Grand Slam | Vegyes páros: J. Murray / Janković 6-4, 3-6, 6-1 | Björkman / Molik           | Justine Henin Ana Ivanović         | Serena Williams Michaëlla Krajicek Nicole Vaidišová Szvetlana Kuznyecova |

### Július
| Időpont    | Torna                                                              | Kategória | Győztes                            | Ellenfél a döntőben       | Elődöntősök                          | Negyeddöntősök                                                          |
| ---------- | ------------------------------------------------------------------ | --------- | ---------------------------------- | ------------------------- | ------------------------------------ | ----------------------------------------------------------------------- |
| Július 16. | 2007 W&S Financial Group Women's Open Cincinnati, Egyesült Államok | Tier III  | Anna Csakvetadze 6-1, 6-3          | Akiko Morigami            | Sania Mirza Akgul Amanmuradova       | Elena Vesnina Olga Govorcova Lilia Osterloh Patty Schnyder              |
| Július 16. | 2007 W&S Financial Group Women's Open Cincinnati, Egyesült Államok | Tier III  | Mattek / Mirza 7-6(4), 7-5         | Zsidkova / Pucsek         | Sania Mirza Akgul Amanmuradova       | Elena Vesnina Olga Govorcova Lilia Osterloh Patty Schnyder              |
| Július 16. | Internazionali Femminili di Palermo Palermo, Olaszország           | Tier IV   | Szávay Ágnes 6-0, 6-1              | Martina Müller            | Sara Errani Karin Knapp              | Lourdes Domínguez Lino Agnieszka Radwańska Émilie Loit Flavia Pennetta  |
| Július 16. | Internazionali Femminili di Palermo Palermo, Olaszország           | Tier IV   | Koritceva / Kustava 6-4, 6-1       | Canepa / Knapp            | Sara Errani Karin Knapp              | Lourdes Domínguez Lino Agnieszka Radwańska Émilie Loit Flavia Pennetta  |
| Július 23. | Bank of the West Classic Stanford, Egyesült Államok                | Tier II   | Anna Csakvetadze 6-3, 6-2          | Sania Mirza               | Daniela Hantuchová Sybille Bammer    | Katarina Srebotnik Olga Govorcova Patty Schnyder Lilia Osterloh         |
| Július 23. | Bank of the West Classic Stanford, Egyesült Államok                | Tier II   | Mirza / Peér 6-4, 7-6(5)           | Azarenka / Csakvetadze    | Daniela Hantuchová Sybille Bammer    | Katarina Srebotnik Olga Govorcova Patty Schnyder Lilia Osterloh         |
| Július 23. | Gastein Ladies Bad Gastein, Ausztria                               | Tier III  | Francesca Schiavone 6-1, 6-4       | Yvonne Meusburger         | Kaia Kanepi Karin Knapp              | Szávay Ágnes Renata Voráčová María José Martínez Lourdes Domínguez Lino |
| Július 23. | Gastein Ladies Bad Gastein, Ausztria                               | Tier III  | Hradecká / Voráčová 6-3, 7-5       | Szávay / Uhlířová         | Kaia Kanepi Karin Knapp              | Szávay Ágnes Renata Voráčová María José Martínez Lourdes Domínguez Lino |
| Július 30. | Acura Classic San Diego, Egyesült Államok                          | Tier I    | Marija Sarapova 6-2, 3-6, 6-0      | Patty Schnyder            | Anna Csakvetadze Jelena Gyementyjeva | Sania Mirza Venus Williams Nadia Petrova Marija Kirilenko               |
| Július 30. | Acura Classic San Diego, Egyesült Államok                          | Tier I    | Black / Huber 7-5, 6-4             | Azarenka / Csakvetadze    | Anna Csakvetadze Jelena Gyementyjeva | Sania Mirza Venus Williams Nadia Petrova Marija Kirilenko               |
| Július 30. | Nordea Nordic Light Open Stockholm, Svédország                     | Tier IV   | Agnieszka Radwańska 6-1, 6-1       | Vera Dushevina            | Julia Görges Cvetana Pironkova       | Dominika Cibulková Émilie Loit Stéphanie Cohen-Aloro Caroline Wozniacki |
| Július 30. | Nordea Nordic Light Open Stockholm, Svédország                     | Tier IV   | Garrigues / Pascual 6-1, 5-7, 10-6 | Csan Csin-vej / Luzhanska | Julia Görges Cvetana Pironkova       | Dominika Cibulková Émilie Loit Stéphanie Cohen-Aloro Caroline Wozniacki |

### Augusztus
| Időpont                 | Torna                                           | Kategória  | Győztes                                    | Ellenfél a döntőben                | Elődöntősök                          | Negyeddöntősök                                                           |
| ----------------------- | ----------------------------------------------- | ---------- | ------------------------------------------ | ---------------------------------- | ------------------------------------ | ------------------------------------------------------------------------ |
| Augusztus 6.            | East West Bank Classic Los Angeles, USA         | Tier II    | Ana Ivanović 7-5, 6-4                      | Nadia Petrova                      | Marija Sarapova Jelena Janković      | Jelena Gyementyjeva Virginie Razzano Marija Kirilenko Viktorija Azarenka |
| Augusztus 6.            | East West Bank Classic Los Angeles, USA         | Tier II    | Peschke / Stubbs 6-0, 6-1                  | Molik / Santangelo                 | Marija Sarapova Jelena Janković      | Jelena Gyementyjeva Virginie Razzano Marija Kirilenko Viktorija Azarenka |
| Augusztus 13.           | 2007 Rogers Cup Toronto, Kanada                 | Tier I     | Justine Henin 7-6(3), 7-5                  | Jelena Janković                    | Jen Ce Tatiana Golovin               | Nadia Petrova Marion Bartoli Szvetlana Kuznyecova Virginie Razzano       |
| Augusztus 13.           | 2007 Rogers Cup Toronto, Kanada                 | Tier I     | Srebotnik / Szugijama 6-4, 2-6, 10-5       | Black / Huber                      | Jen Ce Tatiana Golovin               | Nadia Petrova Marion Bartoli Szvetlana Kuznyecova Virginie Razzano       |
| Augusztus 20.           | Pilot Pen Tennis New Haven, USA                 | Tier II    | Szvetlana Kuznyecova 4-6, 3-0 ret.         | Szávay Ágnes                       | Jelena Gyementyjeva Eleni Daniilidou | Francesca Schiavone Marion Bartoli Gyinara Szafina Aljona Bondarenko     |
| Augusztus 20.           | Pilot Pen Tennis New Haven, USA                 | Tier II    | Mirza / Santangelo 6-1, 6-2                | Black / Huber                      | Jelena Gyementyjeva Eleni Daniilidou | Francesca Schiavone Marion Bartoli Gyinara Szafina Aljona Bondarenko     |
| Augusztus 20.           | Forest Hills Tennis Classic Forest Hills, USA   | Tier IV    | Gisela Dulko 6-2, 6-2                      | Virginie Razzano                   | Elena Vesnina Nathalie Dechy         | Akiko Morigami Aiko Nakamura Audra Cohen Meilen Tu                       |
| Augusztus 27. (2 hetes) | 2007-es US Open Flushing Meadows, New York, USA | Grand Slam | Justine Henin 6-1, 6-3                     | Szvetlana Kuznyecova               | Venus Williams Anna Csakvetadze      | Serena Williams Jelena Janković Szávay Ágnes Sahar Peér                  |
| Augusztus 27. (2 hetes) | 2007-es US Open Flushing Meadows, New York, USA | Grand Slam | Dechy / Szafina 6-4, 6-2                   | Csan Jung-zsan / Csuang Csia-zsung | Venus Williams Anna Csakvetadze      | Serena Williams Jelena Janković Szávay Ágnes Sahar Peér                  |
| Augusztus 27. (2 hetes) | 2007-es US Open Flushing Meadows, New York, USA | Grand Slam | Vegyes páros: Mirni / Azarenka 6-4, 7-6(6) | Pedzs / Shaughnessy                | Venus Williams Anna Csakvetadze      | Serena Williams Jelena Janković Szávay Ágnes Sahar Peér                  |

### Szeptember
| Időpont        | Torna                                                   | Kategória | Győztes                                      | Ellenfél a döntőben         | Elődöntősök                            | Negyeddöntősök                                                                 |
| -------------- | ------------------------------------------------------- | --------- | -------------------------------------------- | --------------------------- | -------------------------------------- | ------------------------------------------------------------------------------ |
| Szeptember 10. | Commonwealth Bank Tennis Classic Bali, Indonézia        | Tier III  | Lindsay Davenport 6-4, 3-6, 6-2              | Daniela Hantuchová          | Sara Errani Sorana Cîrstea             | Jelena Janković Aiko Nakamura Edina Gallovits Morita Ajumi                     |
| Szeptember 10. | Commonwealth Bank Tennis Classic Bali, Indonézia        | Tier III  | Csi Csun-mej / Szun Seng-nan 6-3, 6-2        | Craybas / Grandin           | Sara Errani Sorana Cîrstea             | Jelena Janković Aiko Nakamura Edina Gallovits Morita Ajumi                     |
| Szeptember 17. | China Open Peking, Kína                                 | Tier II   | Szávay Ágnes 6-7(7), 7-5, 6-2                | Jelena Janković             | Peng Suaj Lindsay Davenport            | María Emilia Salerni Amélie Mauresmo Jelena Gyementyjeva Akiko Morigami        |
| Szeptember 17. | China Open Peking, Kína                                 | Tier II   | Csuang Csia-zsung / Hszie Su-vej 7-6(2), 6-3 | Han Hszin-jün / Hszü Ji-fan | Peng Suaj Lindsay Davenport            | María Emilia Salerni Amélie Mauresmo Jelena Gyementyjeva Akiko Morigami        |
| Szeptember 17. | Sunfeast Open Kolkata, India                            | Tier III  | Marija Kirilenko 6-0, 6-2                    | Marija Koritceva            | Anne Keothavong Daniela Hantuchová     | Tatjana Pucsek Tzipora Obziler Flavia Pennetta Csan Jung-zsan                  |
| Szeptember 17. | Sunfeast Open Kolkata, India                            | Tier III  | King / Kudryavtseva 6-1, 6-4                 | Brianti / Koritceva         | Anne Keothavong Daniela Hantuchová     | Tatjana Pucsek Tzipora Obziler Flavia Pennetta Csan Jung-zsan                  |
| Szeptember 17. | Banka Koper Slovenia Open Portorož, Szlovénia           | Tier IV   | Tatiana Golovin 2-6, 6-4, 6-4                | Katarina Srebotnik          | Vera Dushevina Gisela Dulko            | Meilen Tu Vera Zvonarjova Émilie Loit Sybille Bammer                           |
| Szeptember 17. | Banka Koper Slovenia Open Portorož, Szlovénia           | Tier IV   | Hradecká / Voráčová 5-7, 6-4, 10-7           | Klepač / Likhovtseva        | Vera Dushevina Gisela Dulko            | Meilen Tu Vera Zvonarjova Émilie Loit Sybille Bammer                           |
| Szeptember 24. | Fortis Championships Luxembourg Luxemburg               | Tier II   | Ana Ivanović 3-6, 6-4, 6-4                   | Daniela Hantuchová          | Marion Bartoli Vera Zvonarjova         | Anna Csakvetadze Patty Schnyder Viktorija Azarenka Tatiana Golovin             |
| Szeptember 24. | Fortis Championships Luxembourg Luxemburg               | Tier II   | Benešová / Husárová 6-4, 6-2                 | Azarenka / Peér             | Marion Bartoli Vera Zvonarjova         | Anna Csakvetadze Patty Schnyder Viktorija Azarenka Tatiana Golovin             |
| Szeptember 24. | Guangzhou International Women’s Open Kanton, Kína       | Tier III  | Virginie Razzano 6-0, 6-3                    | Tzipora Obziler             | Anastasia Rodionova Dominika Cibulková | Anabel Medina Garrigues Ioana Raluca Olaru Alicia Molik Virginia Ruano Pascual |
| Szeptember 24. | Guangzhou International Women’s Open Kanton, Kína       | Tier III  | Peng Suaj / Jen Ce 6-3, 6-4                  | King / Szun Tien-tien       | Anastasia Rodionova Dominika Cibulková | Anabel Medina Garrigues Ioana Raluca Olaru Alicia Molik Virginia Ruano Pascual |
| Szeptember 24. | Hansol Korea Open Tennis Championships Szöul, Dél-Korea | Tier IV   | Venus Williams 6-3, 1-6, 6-4                 | Marija Kirilenko            | Flavia Pennetta Eleni Daniilidou       | Marta Domachowska Morita Ajumi Catalina Castaño Szávay Ágnes                   |
| Szeptember 24. | Hansol Korea Open Tennis Championships Szöul, Dél-Korea | Tier IV   | Csuang Csia-zsung / Hszie Su-vej 6-2, 6-2    | Daniilidou / Wöhr           | Flavia Pennetta Eleni Daniilidou       | Marta Domachowska Morita Ajumi Catalina Castaño Szávay Ágnes                   |

### Október
| Időpont     | Torna                                            | Kategória | Győztes                                | Ellenfél a döntőben      | Elődöntősök                          | Negyeddöntősök                                                            |
| ----------- | ------------------------------------------------ | --------- | -------------------------------------- | ------------------------ | ------------------------------------ | ------------------------------------------------------------------------- |
| Október 1.  | Porsche Tennis Grand Prix Stuttgart, Németország | Tier II   | Justine Henin 2-6, 6-2, 6-1            | Tatiana Golovin          | Jelena Janković Szvetlana Kuznyecova | Jelena Gyementyjeva Nadia Petrova Kateryna Bondarenko Serena Williams     |
| Október 1.  | Porsche Tennis Grand Prix Stuttgart, Németország | Tier II   | Peschke / Stubbs 6-7(5), 7-6(4), 10-2  | Csan Jung-zsan / Szafina | Jelena Janković Szvetlana Kuznyecova | Jelena Gyementyjeva Nadia Petrova Kateryna Bondarenko Serena Williams     |
| Október 1.  | AIG Japan Open Tennis Championships Tokió, Japán | Tier III  | Virginie Razzano 4-6, 7-6(7), 6-4      | Venus Williams           | Caroline Wozniacki Flavia Pennetta   | Alicia Molik Klára Zakopalová Camille Pin Sania Mirza                     |
| Október 1.  | AIG Japan Open Tennis Championships Tokió, Japán | Tier III  | Szun Tien-tien / Jen Ce 1-6, 6-2, 10-6 | Csuang / King            | Caroline Wozniacki Flavia Pennetta   | Alicia Molik Klára Zakopalová Camille Pin Sania Mirza                     |
| Október 1.  | Tashkent Open Taskent, Üzbegisztán               | Tier IV   | Pauline Parmentier 7-5, 6-2            | Viktorija Azarenka       | Elena Vesnina Olga Govorcova         | Ksenia Palkina Ioana Raluca Olaru Katie O’Brien Akgul Amanmuradova        |
| Október 1.  | Tashkent Open Taskent, Üzbegisztán               | Tier IV   | Dzehalevich / Yakimova 2-6, 6-4, 10-7  | Pucsek / Rodionova       | Elena Vesnina Olga Govorcova         | Ksenia Palkina Ioana Raluca Olaru Katie O’Brien Akgul Amanmuradova        |
| Október 8.  | Kremlin Cup Moszkva, Oroszország                 | Tier I    | Jelena Gyementyjeva 5-7, 6-1, 6-1      | Serena Williams          | Szvetlana Kuznyecova Gyinara Szafina | Vera Dushevina Nicole Vaidišová Vera Zvonarjova Viktorija Azarenka        |
| Október 8.  | Kremlin Cup Moszkva, Oroszország                 | Tier I    | Black / Huber 4-6, 6-1, 10-7           | Azarenka / Pucsek        | Szvetlana Kuznyecova Gyinara Szafina | Vera Dushevina Nicole Vaidišová Vera Zvonarjova Viktorija Azarenka        |
| Október 8.  | PTT Bangkok Open Bangkok, Thaiföld               | Tier III  | Flavia Pennetta 6-1, 6-3               | Csan Jung-zsan           | Jen Ce Venus Williams                | Vania King Urszula Radwańska Sahar Peér Camille Pin                       |
| Október 8.  | PTT Bangkok Open Bangkok, Thaiföld               | Tier III  | Szun Tien-tien / Jen Ce Walkover       | Morita / Namigata        | Jen Ce Venus Williams                | Vania King Urszula Radwańska Sahar Peér Camille Pin                       |
| Október 15. | Zürich Open Zürich, Svájc                        | Tier I    | Justine Henin 6-4, 6-4                 | Tatiana Golovin          | Nicole Vaidišová Francesca Schiavone | Agnieszka Radwańska Aljona Bondarenko Marion Bartoli Szvetlana Kuznyecova |
| Október 15. | Zürich Open Zürich, Svájc                        | Tier I    | Peschke / Stubbs 7-5, 7-6(1)           | Raymond / Schiavone      | Nicole Vaidišová Francesca Schiavone | Agnieszka Radwańska Aljona Bondarenko Marion Bartoli Szvetlana Kuznyecova |
| Október 22. | Generali Ladies Linz Linz, Ausztria              | Tier II   | Daniela Hantuchová 6-4, 6-2            | Patty Schnyder           | Marion Bartoli Nicole Vaidišová      | Anna Csakvetadze Julija Vakulenko Gyinara Szafina Aljona Bondarenko       |
| Október 22. | Generali Ladies Linz Linz, Ausztria              | Tier II   | Black / Huber 6-2, 3-6, 10-8           | Srebotnik / Szugijama    | Marion Bartoli Nicole Vaidišová      | Anna Csakvetadze Julija Vakulenko Gyinara Szafina Aljona Bondarenko       |
| Október 29. | Bell Challenge Quebec City, Kanada               | Tier III  | Lindsay Davenport 6-4, 6-1             | Julija Vakulenko         | Julie Ditty Vera Zvonarjova          | Vania King Olga Govorcova Stéphanie Foretz Olga Poutchkova                |
| Október 29. | Bell Challenge Quebec City, Kanada               | Tier III  | Fusano / Kops-Jones 6-2, 7-6(6)        | Dubois / Voráčová        | Julie Ditty Vera Zvonarjova          | Vania King Olga Govorcova Stéphanie Foretz Olga Poutchkova                |

### November
| Időpont     | Torna                                        | Kategória                    | Győztes                     | Ellenfél a döntőben | Elődöntősök                   | Negyeddöntősök                                                         |
| ----------- | -------------------------------------------- | ---------------------------- | --------------------------- | ------------------- | ----------------------------- | ---------------------------------------------------------------------- |
| November 5. | WTA Tour Championships Madrid, Spanyolország |                              | Justine Henin 5-7, 7-5, 6-3 | Marija Sarapova     | Ana Ivanović Anna Csakvetadze | Marion Bartoli Jelena Janković Daniela Hantuchová Szvetlana Kuznyecova |
| November 5. | WTA Tour Championships Madrid, Spanyolország | Black / Huber 5-7, 6-3, 10-8 | Srebotnik / Szugijama       |                     | Ana Ivanović Anna Csakvetadze | Marion Bartoli Jelena Janković Daniela Hantuchová Szvetlana Kuznyecova |

## Külső hivatkozások
- Hivatalos WTA Tour weboldal.